# Blodtryksmåling
Blodtryksmåling anvendes af sundhedspersoner mange steder i sundhedssektoren. Det er en af de mest almindelige observationer, idet det giver et godt fingerpeg om patientens umiddelbare tilstand. 
Blodtrykket kan måles elektronisk, auskultatorisk eller palpatorisk. Der er fordele og ulemper ved alle metoder.
Det er smertefrit at få målt sit blodtryk; enkelte kan opleve et kortvarigt ubehag, når blodtryksmanchetten pumpes op og strammer om overarmen. 

## Elektronisk blodtryksmåling
Elektronisk blodtryksmåling er langt den mest udbredte metode til måling af blodtrykket i det danske sundhedsvæsen. Det er ofte en hurtig og præcis måling, der kræver et minimum af tid og evne fra sundhedspersonen, hvis arbejde består i at montere blodtryksmanchetten korrekt på patienten. Derefter trykker man på en knap og lader en maskine om resten. Dette giver ofte en hurtig og forholdsvis præcis måling. 
Mange elektroniske blodtryksapparater har indbyggede overvågningsfunktioner, der yderligere letter arbejdet for sundhedspersonen og mindsker risikoen for menneskelige fejl. 
Ulempen består naturligvis i, at desto mere kompliceret måleudstyret bliver, desto flere muligheder for funktionsfejl eller fejlbetjening er der. Og er et elektronisk blodtryksapparat først gået i stykker, er det ikke altid nemt at få repareret, ligesom det oftest er væsentligt dyrere at anskaffe og vedligeholde end simplere hjælpemidler. 
Tilsvarende er det ikke altid, et apparat kan registrere meget høje eller lave blodtryk, ligesom visse hjertesygdomme kan give problemer. I sådanne tilfælde vil man ofte vælge en auskultatorisk måling i stedet. Endelig kan der være ydre faktorer som vind & vejr, transport, mangel på elektricitet m.v. der kan gøre elektronisk blodtryksmåling uhensigtsmæssig eller direkte umulig.

## Auskultatorisk blodtryksmåling
Auskultatorisk blodtryksmåling fortæller, at man måler et blodtryk ved at lytte sig frem til det. 
Den auskultatoriske blodtryksmåling er efterhånden blevet den 'gammeldags' facon. Sundhedspersonen monterer en blodtryksmanchet om patientens overarm, og pulsen findes i en pulsåre, arterie, i albuen. Et stetoskop placeres over arterien, hvorefter blodtryksmanchetten pumpes op manuelt til blodets passage gennem arterien afklemmes (pulsen "forsvinder"). Når luften nu langsomt lukkes ud af manchetten vil manchettens tryk på et tidspunkt blive for lavt til at holde arterien afklemt, og blodet vil begynde at løbe gennem arterien igen. Dette kan høres som et 'dunk' i stetoskopet – ved det første af disse aflæses manometeret, der er forbundet med blodtryksmanchetten. Denne værdi angiver systolen.
Når trykket i manchetten efterhånden bliver lavt nok til, at blodet kan løbe uhindret gennem arterien, vil man ikke længere kunne høre et 'dunk' for hvert pulsslag (lyden skabes af turbulens i blodet, når det passerer gennem en delvist afklemt åre. Når åren ikke længere er afklemt, er der ingen turbulens, og derfor ingen lyd at høre). Ved den sidste lyd aflæses trykket på manometeret – denne værdi angiver diastolen.

## Palpatorisk blodtryksmåling
Palpatorisk blodtryksmåling fortæller, at man måler blodtrykket ved at føle sig frem til det. Den anvendes sjældent, ud over i nødsituationer eller som hurtig kontrol mens mere avanceret apparatur klargøres. Ikke desto mindre kan en palpatorisk blodtryksmåling give et godt fingerpeg om patientens tilstand.
Der anlægges en blodtryksmanchet om patientens overarm, og pulsen findes i pulsåren, arterien, i håndleddet. Herefter pumpes manchetten op, til manchettens tryk er stort nok til at afklemme arterien, så blodet ikke længere kan strømme gennem den. Det mærkes ved, at pulsen i arterien forsvinder. Nu lukkes trykket langsomt ud af manchetten, indtil første pulsslag mærkes; den værdi, der aflæses på manometeret, er udtryk for systolen. Diastolen kan ikke findes palpatorisk.